# 園田金盃
園田金盃（そのだきんぱい）は、兵庫県競馬組合が園田競馬場で施行する地方競馬の重賞競走である。

## 概要
2008年までは2400mで施行されていた競走で、アラブ時代は年に何度か行われていた距離（改修前は2300m）だったが、楠賞全日本アラブ優駿の廃止や他重賞の距離短縮で、2006年までは園田唯一の2000m超レースだったため、騎手の腕に負う部分も大きく、また展開に左右されてしばしば波乱が起きた。なお、2007年以降は六甲盃、兵庫大賞典が2400mで施行されるようになった一方で、本競走は2009年より距離が1870mに短縮された（兵庫大賞典も2010年以後は1870m）。
1999年まではアラブ3歳（全て現在の表記）以上、2000年はサラブレッド3歳限定、2001年から2004年まではアラブ、サラブレッド混合で3歳以上とめまぐるしく出走条件が変動したが、2005年からはアラブ系の退厩に伴いサラブレッドだけとなった。
2012年からは、A1、A2級所属馬及び重賞勝ちのある3歳馬からのファン投票、記者選抜で出走馬が決定されており、このうち出走意思のあるファン投票上位6頭、記者選抜馬2頭に優先出走権が与えられる。「兵庫県競馬古馬王道路線の総決算」という位置づけから高額賞金レースとなってからも他地区所属馬には門戸が開放されていない。かつては2019年のシュテルングランツのように一戦だけ兵庫に転厩して出走を狙う競走馬もいたが、位置付けにそぐわない出走方法であることから、後に「競走前の特定日までの兵庫在籍」「登録締切日までに兵庫所属として3走以上の出走歴」のいずれかを有する馬でなければ出走ができないように見直された。2023年においては、前3走を兵庫所属として出走している事が条件となっている。
園田2400mのレコードタイムはアラブのワシュウジョージが2001年のこのレースで記録しており、皮肉な事にサラブレッドも出走可能になった2001年になってからのものだった。しかし、アラブ系の退厩後に公式記録上は同年2着のホワイトテンションがレコードホルダーになっていた（公式ではアラブ系のレコードが削除されたため）。年に数度しか施行されない2400mのレコード更新は難しいと思われていたが、2009年3月5日に行なわれた第46回六甲盃でマイエンブレムが2分36秒5のレコードタイムを叩き出した。
岩田康誠は兵庫県所属時よりこのレースには不思議と縁が無い。

### 出走条件・賞金等（2024年）
条件
サラブレッド系3歳以上、兵庫所属
- 前3走を兵庫所属として出走している必要がある。
- 出走意思のあるうちのファン投票数上位6頭に優先出走権があり、記者選抜馬は2頭、残りの最大4頭は自場収得賞金順に決定する。ファン投票対象は、3歳以上の兵庫県所属現役競走馬のA1・A2クラス及び本年の3歳の重賞優勝馬。

負担重量
定量（3歳55kg、4歳以上56kg、牝馬2kg減）
賞金等
賞金額は1着3000万円、2着1050万円、3着600万円、4着450万円、5着300万円。
HITスタリオンシリーズに指定されており、キセキの配合権利が優勝馬馬主への副賞となっている。

### 総額賞金の推移（2001年以降）
兵庫競馬の売上げ不振により、本競走は2001年以降総額本賞金の減額を六度行なっていた。しかし2016年からは増額傾向に転じて2018年には賞金総額が2001年の水準を上回り、2020年は1着賞金が兵庫チャンピオンシップと同額の3000万円にまで増加した。
| 開催回    | 総額賞金  | 1着賞金  | 2着賞金   | 3着賞金 | 4着賞金 | 5着賞金  |
| --------- | --------- | -------- | --------- | ------- | ------- | -------- |
| 第44回    | 1,530万円 | 900万円  | 315万円   | 162万円 | 90万円  | 63万円   |
| 第45回    | 1,485万円 | 900万円  | 288万円   | 144万円 | 90万円  | 63万円   |
| 第46-47回 | 1,280万円 | 800万円  | 240万円   | 120万円 | 72万円  | 48万円   |
| 第48回    | 900万円   | 600万円  | 150万円   | 72万円  | 48万円  | 30万円   |
| 第49-50回 | 825万円   | 550万円  | 137.5万円 | 66万円  | 44万円  | 27.5万円 |
| 第51回    | 770万円   | 550万円  | 110万円   | 55万円  | 33万円  | 22万円   |
| 第52回    | 700万円   | 500万円  | 100万円   | 50万円  | 30万円  | 20万円   |
| 第53回    | 840万円   | 600万円  | 120万円   | 60万円  | 36万円  | 24万円   |
| 第54回    | 700万円   | 500万円  | 100万円   | 50万円  | 30万円  | 20万円   |
| 第55回    | 1500万円  | 1000万円 | 250万円   | 120万円 | 80万円  | 50万円   |
| 第56-58回 | 1050万円  | 700万円  | 175万円   | 84万円  | 56万円  | 35万円   |
| 第59-60回 | 1500万円  | 1000万円 | 240万円   | 120万円 | 80万円  | 60万円   |
| 第61回    | 1600万円  | 1000万円 | 280万円   | 140万円 | 100万円 | 80万円   |
| 第62回    | 2080万円  | 1300万円 | 364万円   | 182万円 | 130万円 | 104万円  |
| 第63回    | 4800万円  | 3000万円 | 840万円   | 420万円 | 300万円 | 240万円  |
| 第64-66回 | 5700万円  | 3000万円 | 1200万円  | 750万円 | 450万円 | 300万円  |

## HITスタリオンシリーズ
2012年よりHITスタリオンシリーズに指定されている。各年の対象種牡馬は以下の通り。
- 2012年 ダンスインザダーク[7]
- 2013年 キングヘイロー[8]
- 2014年 - 2015年 タニノギムレット[9][10]
- 2016年 ジャングルポケット[11]
- 2017年及び2019年 アジアエクスプレス[12][13]
- 2018年 カレンブラックヒル[14]
- 2020年 - 2021年 ラブリーデイ[15][16]
- 2022年 フィレンツェファイア[17]
- 2023年 ヴァンゴッホ[18]
- 2024年 キセキ[6]

## 歴代優勝馬（2001年以降）
| 回次   | 施行日         | 距離  | 優勝馬             | 性齢 | 所属 | タイム   | 優勝騎手   | 管理調教師 | 馬主                           |
| ------ | -------------- | ----- | ------------------ | ---- | ---- | -------- | ---------- | ---------- | ------------------------------ |
| 第44回 | 2001年10月10日 | 2400m | ワシュウジョージ   | 牡5  | 園田 | R 2:37.1 | 小牧太     | 曾和直榮   | たつかわ（株）                 |
| 第45回 | 2002年11月28日 | 2400m | コスモクロス       | 牡6  | 西脇 | 2:38.3   | 下原理     | 寺嶋正勝   | 平野英和                       |
| 第46回 | 2003年11月24日 | 2400m | マイネルエクソン   | 牡3  | 西脇 | 2:39.5   | 永島太郎   | 寺嶋正勝   | 組）ジェントルマンホースクラブ |
| 第47回 | 2004年12月1日  | 2400m | ロードバクシン     | 牡6  | 園田 | 2:40.0   | 有馬澄男   | 曾和直榮   | 中村和夫                       |
| 第48回 | 2005年12月1日  | 2400m | ニューシーストリー | 牡4  | 西脇 | 2:42.6   | 永島太郎   | 原田寅夫   | 金須弘                         |
| 第49回 | 2006年12月7日  | 2400m | タガノインディー   | 牡7  | 園田 | 2:42.4   | 木村健     | 松尾一幸   | 八木良司                       |
| 第50回 | 2007年12月6日  | 2400m | ベストタイザン     | 牡5  | 園田 | 2:42.1   | 下原理     | 齊藤裕     | 平野正行                       |
| 第51回 | 2008年12月4日  | 2400m | アルドラゴン       | 牡7  | 園田 | 2:39.6   | 木村健     | 田中範雄   | （有）エーティー               |
| 第52回 | 2009年12月2日  | 1870m | ハスフェル         | 牡7  | 西脇 | 2:01.6   | 赤木高太郎 | 重畠勝利   | 野田善己                       |
| 第53回 | 2010年12月2日  | 1870m | スマイリングフィル | 牡7  | 園田 | 2:03.7   | 川原正一   | 橋本和男   | 岸本すみれ                     |
| 第54回 | 2011年12月8日  | 1870m | ホクセツサンデー   | 牡3  | 園田 | 2:01.2   | 永島太郎   | 田中範雄   | 上山照夫                       |
| 第55回 | 2012年12月6日  | 1870m | ニシノイーグル     | 牡4  | 園田 | 2:02.6   | 川原正一   | 橋本和男   | 西野昇                         |
| 第56回 | 2013年12月5日  | 1870m | オオエライジン     | 牡5  | 西脇 | 2:00.7   | 下原理     | 寺嶋正勝   | 川根幸晴                       |
| 第57回 | 2014年12月4日  | 1870m | トーコーニーケ     | 牝3  | 園田 | 1:59.6   | 川原正一   | 吉行龍穂   | 森田藤治                       |
| 第58回 | 2015年12月3日  | 1870m | エーシンサルサ     | 牝5  | 園田 | 2:01.4   | 下原理     | 橋本忠男   | 平井克彦                       |
| 第59回 | 2016年12月1日  | 1870m | バズーカ           | 牡4  | 園田 | 2:01.6   | 木村健     | 田中範雄   | 杉山忠国                       |
| 第60回 | 2017年12月7日  | 1870m | サウスウインド     | 騸6  | 西脇 | 2:02.9   | 赤岡修次   | 山口浩幸   | 山上和良                       |
| 第61回 | 2018年12月13日 | 1870m | マイタイザン       | 牡5  | 園田 | 2:01.6   | 杉浦健太   | 新井隆太   | 平野正行                       |
| 第62回 | 2019年12月5日  | 1870m | タガノゴールド     | 牡8  | 園田 | 2:02.8   | 下原理     | 新子雅司   | 八木秀之                       |
| 第63回 | 2020年12月9日  | 1870m | ジンギ             | 牡4  | 西脇 | 2:02.9   | 田中学     | 橋本忠明   | （株）ラ・メール               |
| 第64回 | 2021年12月2日  | 1870m | ジンギ             | 牡5  | 西脇 | 2:03.7   | 田中学     | 橋本忠明   | （株）ラ・メール               |
| 第65回 | 2022年12月1日  | 1870m | ラッキードリーム   | 牡4  | 園田 | 2:02.2   | 下原理     | 新子雅司   | 野田善己                       |
| 第66回 | 2023年12月7日  | 1870m | スマイルミーシャ   | 牝3  | 園田 | 2:03.3   | 吉村智洋   | 飯田良弘   | 松野真一                       |
| 第67回 | 2024年12月5日  | 1870m | マルカイグアス     | 牡3  | 西脇 | 2:02.9   | 鴨宮祥行   | 橋本忠明   | 日下部猛                       |

### 各回競走結果の出典
- 園田金盃　歴代優勝馬 - 地方競馬全国協会
- JBISサーチ
  - 2001年，2002年，2003年，2004年，2005年，2006年，2007年，2008年，2009年，2010年，2011年，2012年，2013年，2014年，2015年，2016年，2017年，2018年，2019年，2020年，2021年，2022年，2023年，2024年